# ブーゲンビル島沖海戦
ブーゲンビル島沖海戦（ブーゲンビルとうおきかいせん）は、1943年（昭和18年）11月2日、太平洋戦争のソロモン諸島の戦いにおいて、ブーゲンビル島の攻防で生起した海戦である。ブーゲンビル島エンプレス・オーガスタ湾において、大森仙太郎少将（第五戦隊司令官）指揮の日本海軍連合襲撃部隊と、アーロン・S・メリル少将指揮のアメリカ海軍第39任務部隊が交戦した。アメリカ軍側の呼称はエンプレス・オーガスタ湾海戦（Battle of Empress Augusta Bay）、またはガゼル湾海戦（Battle of Gazelle Bay）。

## 概要
ブーゲンビル島沖海戦は、第二次世界大戦における太平洋戦争において、1943年（昭和18年）11月初頭の連合軍ブーゲンビル島上陸にともない、11月1日深夜～11月2日未明にかけて同島エンプレス・オーガスタ湾で生起した海戦。南東方面部隊（指揮官草鹿任一南東方面艦隊司令長官）は第八方面軍（司令官今村均陸軍中将）と協同し、連合軍が橋頭堡を築いたブーゲンビル島タロキナに日本陸軍部隊を逆上陸させようとした。このため連合襲撃部隊（指揮官大森仙太郎第五戦隊司令官）は麾下の妙高型重巡2隻と水雷戦隊（第二水雷戦隊からの増援艦艇、第三水雷戦隊〈伊集院松治司令官〉、第十戦隊〈大杉守一司令官〉）を率いてラバウルを出撃した。逆上陸作戦は途中で中止されて輸送部隊は引き返したが、襲撃部隊は予定どおりブーゲンビル島の連合軍輸送船団撃滅を目指して進撃した。これを連合軍艦隊が迎撃し、本海戦に到った。双方とも誤射や衝突事故が多発。日本側は軽巡川内と駆逐艦初風を喪失し、損傷艦多数を出して敗退した。連合軍側は駆逐艦数隻などが損傷した。

## 背景

### アメリカ軍の上陸計画
連合国および南西太平洋方面最高司令官ダグラス・マッカーサー大将が1943年4月26日に発令したカートホイール作戦の計画では、ラバウルを攻略せず無視することがすでに決まっていた。第3艦隊（南太平洋部隊。ウィリアム・ハルゼー大将）は、ラバウル包囲のためにブーゲンビル島を攻略することと、ブーゲンビル島とその周辺の島々のうち、ブイン地区とショートランド諸島をパスするところまでは作戦進捗に伴う計画修正により決めていたものの、ブーゲンビル島のどこで上陸作戦を行うかについては、候補地が2つあった。潜水艦から派遣された偵察班の調査により選ばれた2つの候補地は、ブーゲンビル島北東部のキエタと、その反対側にあるエンプレス・オーガスタ湾であった。しかし、キエタは港湾としては優れていたもののラバウルから遠かったこと、エンプレス・オーガスタ湾に面したタロキナ地区に飛行場適地があったこと、タロキナ方面の日本軍部隊がわずかであるなどの理由により、エンプレス・オーガスタ湾に上陸する事が決まった。また、予備作戦としてトレジャリー諸島にニュージーランド軍一個旅団を、欺瞞作戦でチョイセル島にも上陸部隊を送ることとなったが、第3艦隊目下の悩みは手持ちの兵力の少なさであった。
アレクサンダー・ヴァンデグリフト海兵中将率いる上陸部隊は、二個師団とニュージーランド軍一個旅団合わせて約34,000名。上陸部隊を護衛・輸送するセオドア・S・ウィルキンソン少将率いる第三水陸両用部隊は輸送船12隻と駆逐艦11隻。そしてこれらの部隊を支援する水上兵力はアーロン・S・メリル少将の第39任務部隊だけであり、あとは第5艦隊（レイモンド・スプルーアンス中将）から借用の第38任務部隊（フレデリック・C・シャーマン少将）があっただけである。アメリカ海軍がソロモン方面に投入していた空母は、1943年7月以降第38任務部隊のサラトガ一隻だけであった。
アメリカ海軍はギルバート諸島攻略のガルヴァニック作戦との関連で、主力やエセックス級航空母艦などの新鋭艦などは中部太平洋方面に投入していた。太平洋艦隊司令長官チェスター・ニミッツ大将の認識では、中部太平洋方面への進撃により日本軍の注意はこちらへ集まり、ブーゲンビル島作戦は第3艦隊手持ちの艦艇だけで遂行できると判断していた。ブーゲンビル島への上陸作戦を決定した後、ハルゼー大将は真珠湾の太平洋艦隊司令部に向かい、増援を要請する。その結果、新鋭の軽空母プリンストン (USS Princeton, CVL-23) と巡洋艦群、駆逐群が派遣される事となったが、タロキナ上陸作戦の予定日である11月1日までには合流できなかった。
このような制約があったにもかかわらず、10月27日にはトレジャリー諸島とチョイセル島に先行部隊が上陸し、小規模戦闘となった。次いで11月1日早朝、エンプレス・オーガスタ湾への上陸作戦が敢行され、上陸作戦から日本軍の注意をそらすために第39任務部隊はブカ島とショートランドに対して艦砲射撃を行い、第38任務部隊の艦載機はブカ島を爆撃した。また連合軍輸送船団発見とブカ島砲撃の電報をうけ、南東方面部隊指揮官草鹿任一南東方面艦隊司令長官は麾下の南東方面艦隊（外南洋部隊/SNB、第一基地航空部隊/1FGB）はソロモン方面邀撃作戦を発動し、第一基地航空部隊（第十一航空艦隊基幹）に敵輸送船団攻撃を命じた。

### 日本軍の対応
トレジャリー諸島に先行部隊が上陸した10月27日の時点で、ラバウルには以下のような日本艦隊がいた。
- 第一襲撃部隊（大森仙太郎少将）：重巡洋艦妙高、羽黒、軽巡洋艦長良
- 第二襲撃部隊（伊集院松治少将）：軽巡洋艦川内、駆逐艦皐月、文月、卯月、夕凪

この2つの襲撃部隊は、南東方面部隊（草鹿任一中将）直率の連合襲撃部隊として大森少将が指揮を執っていた。トレジャリー諸島上陸の報を受けて出撃準備に取り掛かるも間もなく取り消され、長良は第一襲撃部隊から外れてトラック諸島に向かった。残った連合襲撃部隊の艦艇は引き続きラバウルに残り、10月31日14時30分、タロキナへ向かう輸送船団発見の報を受けて以下の顔ぶれでラバウルを出撃する。
- 重巡洋艦：妙高、羽黒
- 軽巡洋艦：川内
- 駆逐艦：文月、水無月、時雨、五月雨、白露

連合襲撃部隊はトレジャリー諸島西方洋上まで進出したものの、全く敵を見なかった。しかし実際には、ブカ島砲撃を終えて引き続きショートランド砲撃へと向かう第39任務部隊が南下中であり、タロキナ上陸船団も連合襲撃部隊の行動圏内にあった。第39任務部隊はブカ島西方で輸送作戦に従事中の卯月に対して砲撃を行っており、卯月は被弾したが逃げ切る事に成功した。「卯月砲撃さる」の報を受信した連合襲撃部隊は、針路をほぼ北に向けてブカ島西方洋上へと向かう。ところが、「爆撃博物館のよう」な砲撃を終えた第39任務部隊がショートランドを砲撃するのは11月1日の明け方の事であり、連合襲撃部隊と第39任務部隊は互いに知らぬまますれ違っていたのである。3時40分まで第39任務部隊を捜し求めた連合襲撃部隊は、戦果を挙げぬまま11月1日10時20分にラバウルに帰投した。
11月1日、タロキナ上陸の事実が明らかになると（公式には同日午前5時58分、第17軍司令官発/沖集参電第346号）、第八方面軍（今村均中将）は第十七師団（酒井康中将）中の一個大隊をタロキナへ逆上陸させる方針を打ち出す（タロキナ逆上陸作戦）。第8方面軍は、この逆上陸部隊を「第二機動決戦隊」と呼称していた。
同日、「ろ号作戦」に関係する輸送作戦に従事していた第十戦隊（司令官大杉守一少将）の旗艦阿賀野と駆逐艦3隻、第三十一駆逐隊（駆逐隊司令香川清登大佐）を南東方面部隊（指揮官草鹿任一南東方面艦隊司令長官）に編入して第三襲撃部隊を構成させ、連合襲撃部隊に加えた。当初は第三襲撃部隊が逆上陸部隊を輸送する手はずとなっていたが、そこに連合襲撃部隊がラバウルに帰投した。大森少将は第二襲撃部隊に燃料搭載を命じ、次いで南東方面艦隊司令部との打ち合わせの結果、連合襲撃部隊の全力を挙げてタロキナへの逆上陸を支援するとともに、敵艦艇を撃滅することが決まった。なお、第三襲撃部隊中の駆逐艦風雲（第十戦隊、第10駆逐隊）と大波（第二水雷戦隊、第31駆逐隊）はカビエンへの輸送作戦の途中であり、また駆逐艦巻波（第31駆逐隊）はトラック方面で護衛任務中のため、いずれも逆上陸作戦には加わらなかった。
南東方面に展開中の第一基地航空部隊は、まず夜間雷爆撃を企図したが、霧のため連合軍艦隊を発見できなかった。朝から正午までにラバウルの航空隊が第三波にわたり、タロキナ沖の連合軍船団を攻撃した。戦果報告はあがったものの、損害も大きかった。

## 戦闘経過

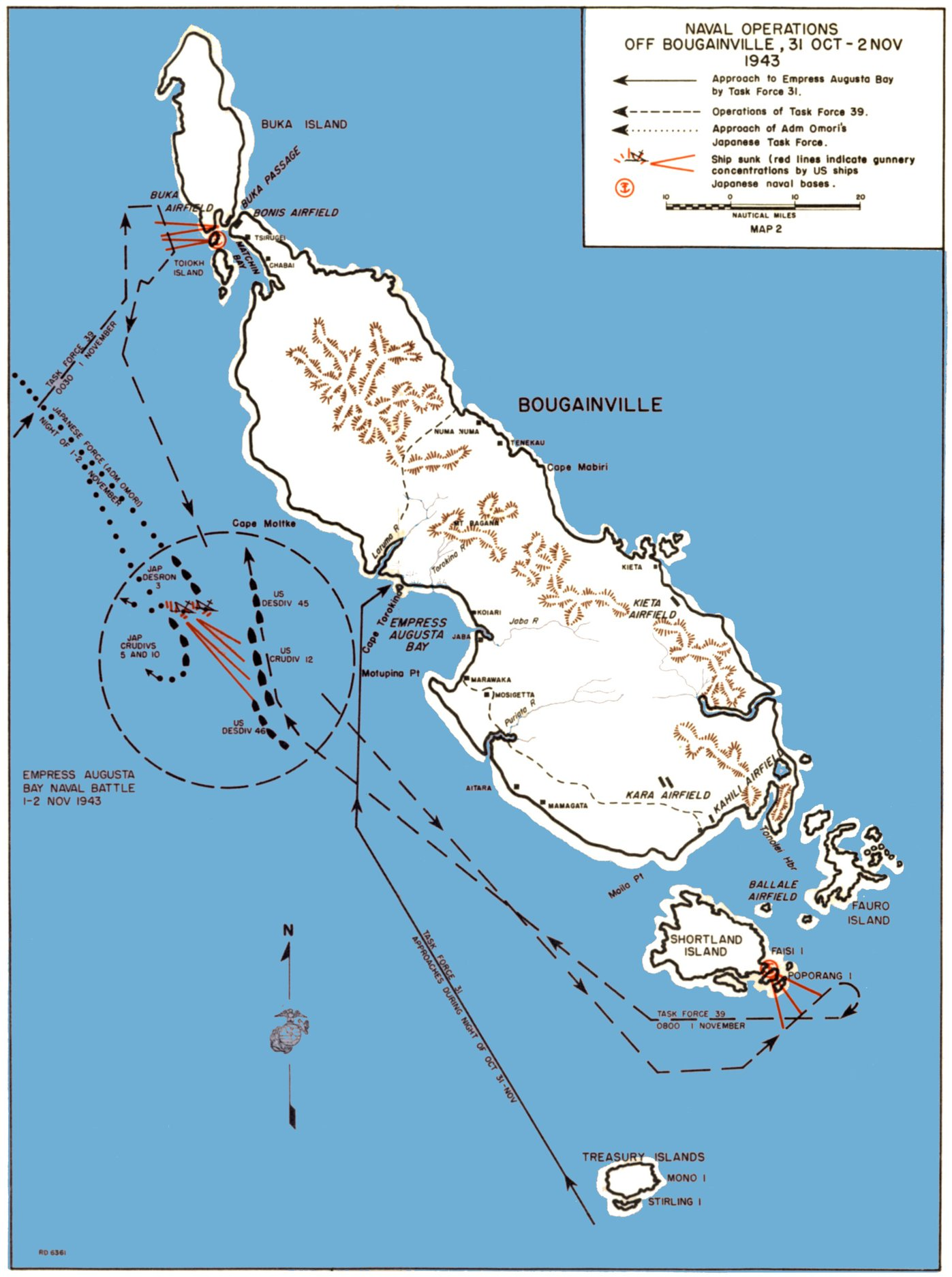
ブーゲンビル島沖海戦時の日米両艦隊の配置

11月1日15時30分、連合襲撃部隊はラバウルを出撃した。ブカ島行の水無月を除く輸送隊の各艦（天霧、卯月、夕凪、文月）も相前後してラバウルを出撃し、ココポ沖で小発を搭載する。しかし、搭載作業に時間がかかってココポを発ったのが17時30分となり。18時30分に連合襲撃部隊と輸送隊が合流するも、その時点で予定が約2時間も遅れていた。速力は夕凪が当時発揮できた最大戦速の26ノットに合わせていたため、時間の遅れを取り戻すすべはなかった。さらに、19時45分と20時53分に川内が夜間爆撃を受けたことにより、触接機の存在は明らかであると判断された。
大森少将からの報告を受けた南東方面部隊（指揮官草鹿中将）は、逆上陸を中止させて輸送隊をラバウルへ引き返させ、連合襲撃部隊に対しては単独でタロキナ沖に突入する事を令した。22時30分、輸送隊は反転してラバウルに向かい、連合襲撃部隊は30ノットに増速して戦闘準備を令し、タロキナ沖へと向かった。なお、水無月は18時にラバウルを出港し、ブカ島への輸送任務を終えて11月2日9時にラバウルに帰投した。第二機動決戦隊の出撃は急遽決定したため、部隊の準備、敵情・上陸地点偵察も不十分で、逆上陸成功の可能性は低かったとされる。
一方、川内を爆撃した触接機は、ただちに日本艦隊出撃を報告する。当時、エンプレス・オーガスタ湾では輸送船12隻のうち4隻が、いまだ荷役を終えていない状態だった。一度は全ての輸送船を退避させたものの、上陸部隊の要請により荷役未了の輸送船が湾内で作業を継続する事になったが、そこに「日本艦隊出撃」の報がもたらされる。連合襲撃部隊に対抗できる頼みの水上兵力はメリル少将の第39任務部隊である。しかし、第39任務部隊は10月31日未明にツラギ島を出撃したあと、乗員がとれた睡眠時間は最長でせいぜい2時間程度であり、食事もサンドイッチがほとんどで、乗員の疲労が相当蓄積している事が予想されたが、ハルゼー大将に、第39任務部隊による迎撃以外の方策をとらせる余裕はもはやなかった。タロキナ沖に到着した第39任務部隊は、前衛にバーク大佐の第45駆逐群、後衛にオースティン中佐の第46駆逐群を配して連合襲撃部隊を待ち受ける。11月2日0時27分、モントピリアのレーダーは連合襲撃部隊と思しき目標を探知し、二個駆逐群を左右に散らせて迎撃態勢を整えた。

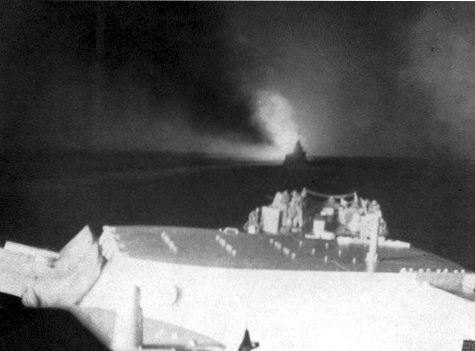
コロンビアから撮影されたブーゲンビル島沖夜戦時の写真。画面奥で砲撃しているのはクリーブランドと思われる

これより先、羽黒と妙高の水上偵察機は相次いで敵艦隊を発見する。11月2日0時45分、川内と時雨は約9,000メートルの距離に敵を発見し、その4分後、敵艦隊発砲の閃光を確認した。同じ頃、北方へ回って連合襲撃部隊の左側を狙う位置に占位していたバーク大佐の第45駆逐群は、魚雷25本を発射。しかし、連合襲撃部隊の変針により命中しなかった。大森少将の本隊は第39任務部隊が南北二隊に分かれているのを確認すると、南方の目標に対して照明弾射撃を行う。0時51分、第二十七駆逐隊の時雨、五月雨、白露が巡洋艦に対して雷撃を敢行するが、前方にいた川内は既に被弾していた。川内と時雨の急接近により隊形は乱れ、さらにこれを避けようとした後続の五月雨と白露が衝突して最大速力が16ノットから20ノットに落ちた。第二十七駆逐隊が発射した魚雷は、隊列から離れて巡洋艦群を引っ掻き回す不規則な航行をしていた第46駆逐群のフートの艦尾に命中してこれを破壊し、航行不能にさせた。時雨との衝突を間一髪避けた川内は、間もなく集中砲火を浴びて航行不能となった。大杉少将の第二警戒隊は第39任務部隊からの砲撃を避ける避弾運動を行っていたが、その最中に初風が隊列から脱落し、1時7分に妙高と衝突した。また、羽黒は6発の命中弾を受けるがうち4発は不発弾で爆発しなかった。この時点で、周辺海域は照明弾と吊光弾からの光を反射させた雲の影響により、薄明かりの状態となっていた。
1時18分、大森少将の本隊が巡洋艦群に対して砲撃と雷撃を開始し、戦闘は新しい局面を迎えた。この砲雷撃で本隊は「敵一番艦ニ命中弾数発」と「魚雷命中ノ水柱」、「敵二番艦魚雷二命中轟沈」、「敵三（又ハ四）番艦ニ魚雷命中水柱大火災」を認めたものの、実際には回頭により一番艦に位置していたデンバーに3発が命中しただけであり、しかも砲弾は爆発しなかった。メリル少将は巡洋艦群に煙幕を張って避退させ、大森少将に「数隻の米重巡を撃沈したという錯覚」を与えることとなった。また、大森少将は1時25分に損傷艦援護の直衛機派遣を要請し、次いで1時34分、味方の状況と明朝の敵機来襲を考慮して315度方向への避退を命じる。
その頃、南方から連合襲撃部隊を狙っていたオースティン中佐の第46駆逐群は消化不良な攻撃に終始していた。すでにフートが脱落し、残るスペンス、サッチャー、コンヴァースが突撃に移ろうとした刹那、スペンスとサッチャーが衝突して損害を蒙り、さらにスペンスが水線下に被弾して速力が一時低下した。そこに妙高と羽黒が味方であるとの誤った情報がもたらされ、第46駆逐群は航行不能の川内に向かった。川内には再度戦場への突入を図った第45駆逐群も迫り、川内に命中弾を与えた。第46駆逐群も川内に命中弾を与えた後、衝突で戦線離脱中の五月雨と白露を追跡して砲撃を行ったが、この様子を見ていた第45駆逐群は、第46駆逐群を日本艦と誤認して砲撃を開始する。オースティン中佐からの抗議に詫びを入れたバーク大佐は隊形を整えた後、妙高との衝突により艦首を失ったため進退窮まっていた初風に対して砲撃を行い、これを撃沈した。連合襲撃部隊のラバウル方向への避退の後、戦場にただ一艦取り残された川内は5時30分に右に傾斜して沈没していった。
連合襲撃部隊のラバウル帰投は本隊、初風を除く第二警戒隊と時雨が9時17分、白露が11時、最後は五月雨で14時10分だった。羽黒からは僚艦妙高の前部左舷に初風の甲板がぶらさがっている光景が見られたという。目撃した羽黒の下士官は「初風の額の皮」、「イブニングドレスで正装した貴婦人のネックレスに雑巾をひっかけたよう」という表現を使っている。
連合襲撃部隊は帰投直後に空襲を受けたが被害はあまりなかった。
妙高と羽黒は11月4日にラバウルを出港してトラックに向かった。海戦後、大森少将の援護要請を受けて潜水艦が生存者救助に乗り出し、呂104が11月3日午後に伊集院少将など第三水雷戦隊要員と川内乗員合わせて75名を救助し、これとは別に川内の乗員47名と第三水雷戦隊要員4名がセント・ジョージ岬にたどり着いた後生還した。
夜明けは日本側のみならず、アメリカ側にも敵機来襲を予期させるものだったため、メリル少将は3時には追撃を中止させて一部の艦にはフートの援護にあたらせ、残る艦艇を率いて南方へと避退した。朝が来ると、予想通り日本機の大群が来襲してきた。
「ろ号作戦」の前哨戦ともいうべきこの空襲で、モントピリアに2発、うち1発は艦尾のカタパルトに命中して艦尾を煙に包んだものの、それ以上の損害はなかった。第39任務部隊の戦闘配置が解除されたのは11月2日の正午ごろであり、10月31日の出撃以降、ブカ島とショートランドへの砲撃、そしてこの海戦で「照明弾しか残っていない駆逐艦」や「燃料がもったとしても、撃てるのは機銃とジャガイモだけ」（7ヶ月前の4月にアメリカ駆逐艦オバノンは浮上中の日本潜水艦に遭遇した時、接近しすぎて火器を使えず、近くにあったジャガイモを潜水艦に向かって投げて交戦した。）というような艦もあったほどの第39任務部隊は、翌11月3日にツラギ島に帰投した。帰投に際し、基地からの「何が必要か？」との呼びかけに対し、第39任務部隊は「睡眠だ」と返答した。

## 参加兵力

### 日本海軍
- 連合襲撃部隊（大森仙太郎少将）[39]
  - 本隊（大森少将直率）：重巡洋艦妙高、羽黒
  - 第一警戒隊（伊集院松治少将）：軽巡洋艦川内、駆逐艦時雨、五月雨、白露
  - 第二警戒隊（大杉守一少将）：軽巡洋艦阿賀野、駆逐艦長波、初風、若月
- 輸送隊（山代勝守大佐）：駆逐艦天霧、文月、卯月、夕凪、水無月（水無月はブカ島行[39]）

### アメリカ海軍
- 第39任務部隊（アーロン・S・メリル少将）[71]
  - 第12巡洋艦群（メリル少将直率）：モントピリア（任務部隊旗艦）、クリーブランド、コロンビア、デンバー
  - 第23駆逐隊
    - 第45駆逐群（アーレイ・バーク大佐）：駆逐艦チャールズ・オースバーン、ダイソン、スタンリー、クラクストン
    - 第46駆逐群（バーナード・L・オースティン中佐）：駆逐艦スペンス、サッチャー、コンヴァース、フート

## 戦果
- 日本海軍の損害[72]

沈没：川内、初風
損傷：妙高（衝突による）、羽黒、五月雨（衝突による）、白露（衝突による）
- アメリカ海軍の損害（海戦後の空襲によるモントピリアの損傷は除く）

沈没：なし
損傷：デンバー、フート、スペンス（衝突と被弾）、サッチャー（衝突による）
本海戦は日本側の完敗（連合国軍輸送船団撃滅失敗、海戦による損傷沈没艦比較）であった。それでも日本側は、「重巡洋艦1隻轟沈、同2隻魚雷命中撃沈確実、大型駆逐艦2隻轟沈、重巡あるいは大型駆逐艦1隻魚雷命中撃沈確実、駆逐艦1隻同士討ちで損傷、重巡1ないし2隻および駆逐艦に命中弾」といった戦果判断をしていた。日本重巡には従軍記者が乗艦しており、大巡3隻ふくめ6隻撃沈と報道している。大本営発表でも前述と同程度の戦果を報じ、日本側の損害は「駆逐艦1隻沈没、巡洋艦1隻小破」とした。また、第二十七駆逐隊司令原為一大佐は「巡洋艦1隻轟沈、同2隻撃破、駆逐艦1隻轟沈、同1隻撃破」という判断であった。いずれにせよ実際の戦果とは相当な開きがあり、タロキナへの基地建設阻止および輸送船団撃滅は失敗した。この海戦後、大森少将は「拙劣な戦闘の実施に憤慨した（連合艦隊司令長官）古賀提督」により、11月25日付で第五戦隊司令官を解任されて海軍水雷学校長に左遷となり、11月30日に退任した。
海戦における連合襲撃部隊の戦闘については、開戦直後から批判の的であった。第三艦隊の長井純隆首席参謀は、当時もっとも批判されていた事として「戦闘隊形が複雑であったため、運動の自由がなかったこと」を挙げている。アメリカ軍（および指揮官メリル少将）の積極的な指揮と行動に対し、日本軍の指揮は稚拙かつ消極的であった。時雨が00時49分に敵艦隊発見を報じてから、主隊（妙高、羽黒）が砲撃を開始したのは26分後の01時16分である。第一警戒隊（川内、時雨、五月雨、白露）がアメリカ軍に対し苦戦する20分以上の間、主隊（妙高、羽黒）と第十戦隊（阿賀野、長波、初風、若月）は遊兵化してなんら支援行動を起こさず、適切な戦闘指導もなかった。第五戦隊による電探射撃についても羽黒の元砲術長と第五戦隊首席参謀の間で見解が分かれている。モントピリア乗組だったジェームズ・J・フェーイーは「あの海戦で日本軍はレーダーを使っていたにちがいない。あれほど砲撃が正確だったのだから。それに照明弾もすばらしくて、あたりを昼間のように明るくした。魚雷発射も熟練の腕だったが、不発もあった。もし魚雷全部が有効だったら、僕は生きてこれを書いてなんかいられなかった。僕らに命中したのみたいに、中には不発があるのだ」と回想している。モントピリアには魚雷が2本命中していたものの、2本とも爆発していなかった。
「ネルソン式の全滅戦闘」を採らず「攻撃部隊を単に撃退する」という使命を果たした第39任務部隊であったが、全ての戦闘がうまくいったわけではなかった。太平洋艦隊司令長官チェスター・ニミッツ元帥は後年の回顧で、メリル少将の失敗としてレーダー射撃の精度と目標配分の点がマイナスであったと指摘した。また、海戦においては第46駆逐群の行動が味方に少なからぬ混乱を与えていた。第46駆逐群は海戦当時、第39任務部隊に編入されたばかりで訓練の機会がなく、海戦では巡洋艦群の射線方向に入り込んで射撃を阻害し、前述のようにフートが巡洋艦群の前を横切ったため、デンバーがフートに衝突しかけるというアクシデントもあった。ニミッツ元帥によれば、メリル少将が「戦術上の教義と、その実行が適切であった」という。本海戦における勝敗の決定的な原因は「指揮官の差」にあったという意見もある。メリル少将と第39任務部隊は、“ザ・スロット”と呼ばれたニュージョージア海峡で艦を一隻も失わなかった唯一の提督と艦隊として名声を高めた。
ラバウルに接近中の栗田健男中将率いる、第39任務部隊よりもはるかに強力であるとみられた日本艦隊出現の報により、アメリカ軍は新たに起こった緊急事態に極めて迅速に対応しなければならなかった。日本軍は栗田艦隊を増援として、挺身輸送隊（第十戦隊司令官：若月《旗艦》、風雲、天霧、文月、卯月、夕凪）、護衛艦隊（第二艦隊司令長官栗田健男中将：愛宕、高雄、摩耶、鳥海、能代等）による挺身上陸作戦を予定していた。米軍の2隻の空母（プリンストン、サラトガ）は新手の艦隊をブーゲンビル島に近づけさせないよう、5日にラバウルを空襲し、攻撃を受けたラバウルの日本艦隊は第二艦隊を中心にほとんどがトラック泊地へとあっさり逃げ帰っていった。
11月6日、日本海軍はタロキナ逆上陸作戦を開始、第一支援隊（阿賀野、若月、風雲、浦風）・第二支援隊（能代、大波、長波）・挺身輸送隊（大波、巻波、天霧、文月、卯月、夕凪）がラバウルを出撃した。
揚陸作戦そのものは成功したが逆上陸した部隊は陸戦で敗退した。
陸上からは歩兵第23連隊による第一次タロキナ作戦が行われたがこちらも敗北し、後退した。

## 参考資料
- アジア歴史資料センター（公式）（防衛省防衛研究所）
  - Ref.C08030044900『自昭和十八年十月一日至昭和十八年十月三十一日 第五戦隊戦時日誌』。
  - Ref.C08030044900『自昭和十八年十一月一日至昭和十八年十一月三十日 第五戦隊戦時日誌』。
  - Ref.C08030044900、C08030045000『南東方面連合襲撃部隊戦闘詳報 第一号』。
  - Ref.C08030045000『南東方面連合襲撃部隊戦闘詳報 第二号』。
  - Ref.C08030101400『自昭和十八年十一月一日至昭和十八年十一月三十日 第二水雷戦隊戦時日誌』。

- 木俣滋郎『日本水雷戦史』図書出版社、1986年。
- 須藤幸助『駆逐艦五月雨』朝日ソノラマ、1988年1月。ISBN 4-257-17097-2。
駆逐艦「五月雨」乗組員として本海戦に参加。
- E・B・ポッター、秋山信雄（訳）『BULL HALSEY/キル・ジャップス！ ブル・ハルゼー提督の太平洋海戦史』光人社、1991年。ISBN 4-7698-0576-4。
- チェスター・ニミッツ、Ｅ・Ｂ・ポッター、実松譲・富永謙吾(共訳)『ニミッツの太平洋海戦史』恒文社、1962年12月。
  - C・W・ニミッツ、E・B・ポッター（共著）、実松譲、冨永謙吾(共訳)『ニミッツの太平洋海戦史』恒文社、1992年。ISBN 4-7704-0757-2。
- ジェームズ・J・フェーイー、三方洋子（訳）『太平洋戦争アメリカ水兵日記』NTT出版、1994年。ISBN 4-87188-337-X。
「モントピリア」に乗艦
- 外山三郎『図説　太平洋海戦史　第3巻　写真と図説で見る日米戦争』光人社、1995年9月。ISBN 4-7698-0711-2。
- 原為一『帝国海軍の最後』河出書房新社、2011年。ISBN 978-4-309-24557-7。
 海戦時、第二十七駆逐隊司令として「時雨」に乗艦
- 防衛庁防衛研修所戦史室『戦史叢書　南太平洋陸軍作戦＜4＞　フィンシハーヘン・ツルブ・タロキナ』 第58巻、朝雲新聞社、1972年8月。
- 防衛研究所戦史室編『戦史叢書96 南東方面海軍作戦（3）ガ島撤収後』朝雲新聞社、1976年。
- 丸編集部編『重巡洋艦戦記　私は決定的瞬間をこの目で見た！』光人社、2010年11月。ISBN 978-4-7698-1485-6。
  - 当時「羽黒」信管手・海軍二等兵曹井上司郎『五戦隊「羽黒」ブーゲンビル島沖海戦』